# Jardin botanique national Grandvaux Barbosa
Le Jardin botanique national Grandvaux Barbosa est un jardin botanique du Cap-Vert situé à São Jorge dos Órgãos sur l'île de Santiago, à une trentaine de kilomètres au nord de Praia, la capitale. 

## Présentation
Aménagé à 400 m d'altitude, c'est une oasis de fraîcheur dans la montagne en été.
Créé en 1986, le jardin est rattaché à l'INIDA (Instituto Nacional de Investigação e Desenvolvimento Agrário), une composante de l'Université du Cap-Vert dont le siège est à Praia, la capitale.
Il doit son nom au botaniste portugais Luis Augusto Grandvaux Barbosa (1914-1983).
Ses collections comprennent principalement des plantes endémiques ou indigènes du Cap-Vert, notamment : Phoenix atlantica, Euphorbia tuckeyana, Echium hypertropicum, Echium stenosiphon, Artemisia gorgonum, Micromeria forbesii, Aeonium gorgoneum, Campanula jacobaea, ainsi que diverses plantes ornementales, médicinales ou utiles en agriculture.